# Erik Herkepaeus
Erik Matthaei Herkepaeus (namnet även skrivet Härkäpaeus eller Härkäpää, vilket betyder Oxehuvud) född på 1520-talet i Härpe (Härkäpää) by i Pernå socken, död i början av år 1578 i Viborg, var biskop i Viborgs stift. 

## Biografi
På 1540-talet var han elev vid katedralskolan i Åbo, där han som lärare hade reformatorn Mikael Agricola som lärare. Våren 1547 reste Herkepaeus tillsammans med en annan pernåbo Jacobus Laurentii Teit till kontinenten för universitetsstudier, först vid Rostocks universitet, och senare vid Wittenbergs universitet. I Wittenberg studerade Herkepaeus för Philipp Melanchton, och fördjupade sig i teologi, grekiska och hebreiska, för att kunna bistå Mikael Agricola vid översättningen av bibeln till folkspråket.
Efter att ha avlagt magistersexamen 1551 återvände Herkepaeus till Åbo, där han verkade som lärare och rektor vid katedralskolan. Som rektor räknades Herkepaeus till de tongivande i stiftet. 1566 införde han undervisning i grekiska vid sidan av latin i skolan.
1568 utnämnde konung Johan III Erik Herkepaeus till biskop i Viborg. Som biskop gick Herkepaeus energiskt tillväga för att rätta till missförhållanden, och hans episkopat var en period av reformer och aktiv stiftsförvaltning.
Erik Herkepaeus avled i Viborg i början av år 1578, enligt uppgift i februari. Kungarnas kyrko- och krigspolitik ledde till att biskopstjänsten i Viborg förblev obesatt i 40 år efter honom.  Biskop Herkepaeus påbörjade översättning av Gamla Testamentet blev på hälft på grund av de mångahanda administrativa uppgifter han ålades. Känt är, att han översatte åtminstone psaltarpsalmerna till finska. Herkepaeus har kallats den förste humanistiske diktaren i Finland: han skrev bland annat ett distikon till minne av Gustav Vasa.